# Okręg wyborczy nr 4 do Sejmu Rzeczypospolitej Polskiej (1991–1993)
Okręg wyborczy nr 4 do Sejmu Rzeczypospolitej Polskiej (1991–1993) obejmował województwo łódzkie. W ówczesnym kształcie został utworzony w 1991. Wybieranych było w nim 12 posłów w systemie proporcjonalnym.
Siedzibą okręgowej komisji wyborczej była Łódź.

## Wybory parlamentarne 1991
Głosowanie odbyło się 27 października 1991.
| Komitet wyborczy                                      | Komitet wyborczy                                                  | Głosów | %     | Mandaty | Wybrani posłowie                                |
| ----------------------------------------------------- | ----------------------------------------------------------------- | ------ | ----- | ------- | ----------------------------------------------- |
|                                                       | Sojusz Lewicy Demokratycznej                                      | 67 353 | 17,69 | 2       | Leszek Miller, Zbigniew Kaniewski               |
|                                                       | Unia Demokratyczna                                                | 58 455 | 15,36 | 2       | Maria Dmochowska, Iwona Śledzińska-Katarasińska |
|                                                       | Wyborcza Akcja Katolicka                                          | 54 127 | 14,22 | 2       | Stefan Niesiołowski, Jerzy Kropiwnicki          |
|                                                       | Kongres Liberalno-Demokratyczny                                   | 30 279 | 7,95  | 1       | Mirosław Drzewiecki                             |
|                                                       | Porozumienie Obywatelskie Centrum                                 | 27 239 | 7,16  | 1       | Andrzej Kern                                    |
|                                                       | Konfederacja Polski Niepodległej                                  | 26 047 | 6,84  | 1       | Andrzej Terlecki                                |
|                                                       | Niezależny Samorządny Związek Zawodowy „Solidarność”              | 20 031 | 5,26  | 1       | Marek Markiewicz                                |
|                                                       | Polska Partia Przyjaciół Piwa                                     | 14 673 | 3,85  | 1       | Krzysztof Ibisz                                 |
|                                                       | Polskie Stronnictwo Ludowe Sojusz Programowy                      | 12 334 | 3,24  | 1       | Bogdan Łukasiewicz                              |
|                                                       | Unia Polityki Realnej                                             | 10 552 | 2,77  | –       |                                                 |
|                                                       | Solidarność Pracy                                                 | 7127   | 1,87  | –       |                                                 |
|                                                       | Chrześcijańska Demokracja                                         | 6954   | 1,83  | –       |                                                 |
|                                                       | Solidarni Lokatorzy i Emeryci                                     | 5497   | 1,44  | –       |                                                 |
|                                                       | Niezależny Samorządny Związek Zawodowy Policjantów                | 4272   | 1,12  | –       |                                                 |
|                                                       | Stronnictwo Narodowe                                              | 4169   | 1,10  | –       |                                                 |
|                                                       | Partia Wolności                                                   | 3866   | 1,02  | –       |                                                 |
|                                                       | Porozumienie Ludowe                                               | 3720   | 0,98  | –       |                                                 |
|                                                       | Koalicja Środowisk Kobiecych                                      | 3302   | 0,87  | –       |                                                 |
|                                                       | Ruch Demokratyczno-Społeczny                                      | 3130   | 0,82  | –       |                                                 |
|                                                       | Polska Partia Ekologiczna – Zieloni                               | 2634   | 0,69  | –       |                                                 |
|                                                       | Konfederacja Pracodawców                                          | 2460   | 0,65  | –       |                                                 |
|                                                       | Stronnictwo Demokratyczne                                         | 2402   | 0,63  | –       |                                                 |
|                                                       | Ruch Narodowo-Liberalny                                           | 1818   | 0,48  | –       |                                                 |
|                                                       | Zdrowa Polska - Sojusz Ekologiczny                                | 1708   | 0,45  | –       |                                                 |
|                                                       | Koalicja Polskiej Partii Ekologicznej i Polskiej Partii Zielonych | 1625   | 0,43  | –       |                                                 |
|                                                       | Partia Konserwatywno-Liberalna                                    | 1311   | 0,34  | –       |                                                 |
|                                                       | Samorządność                                                      | 1119   | 0,29  | –       |                                                 |
|                                                       | Ruch Nowej Polski                                                 | 967    | 0,25  | –       |                                                 |
|                                                       | Blok Ludowo-Chrześcijański                                        | 537    | 0,14  | –       |                                                 |
|                                                       | Ruch Chrześcijańsko-Społeczny „Przymierze”                        | 514    | 0,14  | –       |                                                 |
|                                                       | Polski Związek Zachodni                                           | 430    | 0,11  | –       |                                                 |
| Frekwencja: 43,32% Źródło: Państwowa Komisja Wyborcza |                                                                   |        |       |         |                                                 |